# ماريانه يان
ماريانه يان (بالألمانية: Marianne Jahn)‏ هي متزحلقة نمساوية، ولدت في 14 ديسمبر 1942 في Zürs ‏ في النمسا.

## وصلات خارجية
- ماريان يان على موقع الاتحاد الدولي للتزلج (التزلج على المنحدرات الثلجية) (الإنجليزية)
- ماريان يان على موقع أوليمبيديا (الإنجليزية)